# Grote vuurvlinder (ondersoort)
De grote vuurvlinder (Lycaena dispar batava) is een in Nederland endemische ondersoort van de grote vuurvlinder (Lycaena dispar), een vlinder uit de familie Lycaenidae (kleine pages, vuurvlinders en blauwtjes). De ondersoort komt voor aan de rand van het areaal van de soort, die in heel Europa voorkomt, maar in Nederland ernstig bedreigd is.

## Leefgebied
Deze ondersoort leeft in de moerassen De Weerribben  in het noordwesten van Overijssel en in de Rottige Meente en Brandemeer in het zuidwesten van Friesland. De dieren vliegen in één generatie van halverwege juni tot in september, voornamelijk in juli en begin augustus. De ondersoort is geïntroduceerd in Groot-Brittannië in 1927, ter vervanging van de daar uitgestorven nominaatvorm van de soort, en heeft het daar zo'n 20 jaar volgehouden.
Om de ondersoort in Nederland te behouden is een beschermingsplan opgezet, dat vooral voorziet in uitbreiding van het leefgebied. Het huidige leefgebied is te klein om bestendig voortbestaan te garanderen.

## Waterzuring als waardplant
De ondersoort gebruikt alleen waterzuring als waardplant en is daarmee een superspecialist. De grootte van de waardplant heeft geen significante invloed op de keuze om eitjes te leggen, en ook de omgeving lijkt niet veel invloed te hebben. De keuze voor alleen waterzuring heeft met de habitat te maken, want in laboratoriumcondities worden ook eitjes gelegd op andere soorten zuring, maar in het veld niet. Het blijkt dat rupsen in het veld in de Weerribben op andere zuringsoorten niet kunnen overwinteren.

## Taxonomie
De status als ondersoort wordt niet door alle auteurs erkend; in Fauna Europaea bijvoorbeeld beperkt men zich tot de opmerking dat sommige auteurs batava als ondersoort beschouwen. F.A. Bink noemt dit taxon een "ras" in de Ecologische Atlas.